# Alexandre Medvedkine
Alexandre Ivanovitch Medvedkine (en russe : Александр Иванович Медведкин) est un réalisateur soviétique, né le 24 février 1900 à Penza (Russie) et mort le 19 février 1989 à Moscou.

## Biographie
Alexandre Medvedkine est l'inventeur du ciné-train, un véritable train aménagé pour la réalisation et la production de courts-métrages. Le train traverse toute l'Union soviétique à partir du 25 janvier 1932 afin d'y filmer la population laborieuse des villes et campagnes. Medvedkine tourne et monte immédiatement les films dans son train pour les projeter aux intéressés dès le lendemain et pouvoir engager ainsi une discussion à chaud sur leur vie, le travail, les difficultés, les possibilités. Son but, idéologique, est d'aider à la construction de la Russie nouvelle.
Deux ans plus tard, l'expérience du ciné-train lui donne l'idée de réaliser une petite comédie paysanne intitulée : Le Bonheur. Au cours de la Seconde Guerre mondiale, Medvedkine dirige un groupe de cinéastes du front. En 1946, il s'efforce de reprendre la réalisation d'un grand film sur la vie des campagnes, La Libération de la terre (ru) et travaille à la création de journaux filmés, de chroniques spéciales et de grands films documentaires. Un printemps agité (1956), comédie de fiction sur les défricheurs des terres vierges, est considéré comme un échec par la critique. Après cela, Medvedkine se détourne du cinéma de fiction et travaille uniquement sur des documentaires de propagande, pour lesquels il reçoit de nombreux prix en URSS.
Dans ses pamphlets, Medvedkine choisit généralement des scènes révélant les contradictions internes d’objets réels contenant un message sous-jacent et permettant des analogies. Pour son film La Raison contre la déraison (1960), il trouve une scène où Adenauer n’arrive pas à coiffer une toque universitaire. Le réalisateur enrichit cette brève séquence d’actualités en rappelant que la toque de Newton et de Timiriazev ne convient pas au crâne du chancelier. Pareils épisodes abondent dans les documentaires de Medvedkine : La Loi de la lâcheté (1962) sur le démantèlement du système colonial en Afrique, Amitié avec effraction (1965) sur l’impuissance de l’impérialisme mondial, sa perfidie et sa cruauté dans La sclérose de la conscience (1968) sur l’escalade de l’amoralité et le danger d’une nouvelle guerre mondiale. Il termine sa carrière par des brûlots antimaoïstes (Attention maoïsme en 1976, Pékin, l'inquiétude du monde en 1977).
Les documentaires de campagne tournés par Medvekine dans les années 1920 ont une énorme influence sur le cinéma indépendant des années 1960 dans le monde. Des groupes Medvedkine sont créés dans beaucoup de pays d'Europe occidentale, d'Afrique et d'Amérique latine. Le réalisateur Chris Marker, inspiré par ce cinéma, crée ainsi en 1967 avec Inger Servolin sa propre société de production, SLON-ISKRA, qui s'attelle à promouvoir et distribuer les films de Medvedkine et des groupes Medvedkine.
Il est enterré au cimetière de Mitino à Moscou.

## Filmographie
- 1928 : Ménage ta santé (Береги здоровье) [documentaire, 9 min]
- 1930 : Petite Bûche (Палешко)
- 1930 : Au voleur ! (Держи вора)
- 1931 : Fruits et légumes (Фрукты-овощи)
- 1931 : Idiot, tu es idiot ! (Дурень, ты дурень!)
- 1931 : Sur le taurillon blanc (Про Белого Бычка) [fiction, 10 min]
- 1932 : Le Piège (Западня)
- 1932 : Le Trou (Дыра)
- 1932 : Un endroit désert (Пустое место) [documentaire, 10 min]
- 1932 : Gazeta N°4 (Газета № 4) [documentaire, 10 min]
- 1932 : Comment vis-tu, camarade mineur ? (Как живеш, товарищ горняк?) [documentaire, 9 min]
- 1932 : Journal n°4 (Dépôt de Dniepropetrovsk) (Газета №4) [documentaire, 10 min]
- 1933 : L'Histoire de Tite... ou Le conte de la grande cuiller (Тит)
- 1935 : Le Bonheur (Счастье) [fiction, 66 min]
- 1936 : La Fille qui faisait des miracles (Чудесница) [fiction, 81 min]
- 1938 : La Nouvelle Moscou (Новая Москва) [fiction, 100 min]
- 1939 : Jeunesse florissante (ru) (Цветущая юность) [documentaire, 18 min]
- 1946 : La Libération de la terre (ru) (Освобожденная земля)
- 1956 : Un printemps agité (Беспокойная весна)
- 1960 : La Raison contre la déraison (Разум против безумия) [documentaire]
- 1962 : La Loi de la lâcheté (Закон подлости) [documentaire]
- 1965 : Amitié avec effraction (Дружба со взломом) [documentaire]
- 1968 : La Sclérose de la conscience (Склероз совести) [documentaire]
- 1976 : Attention maoïsme (Осторожно! Маоизм!) [documentaire]
- 1977 : Pékin, l'inquiétude du monde (Пекин — тревога человечества) [documentaire]

## Hommages posthumes
Le réalisateur français Chris Marker a réalisé le documentaire Le Tombeau d'Alexandre sur la vie et l'œuvre de Medvedkine. Admirateur enthousiaste de son œuvre, il correspondit avec lui et créa une société de cinéma, baptisée Medved-kino en son honneur. Dans le tombeau d'Alexandre, Marker médite, à l'aide de lettres non envoyées à son ami, sur l'histoire de la Russie de cette période, sur l'histoire du cinéma russe, sur l'œuvre non seulement de Medvedkine, mais aussi de ses contemporains: Eisenstein et Dziga Vertov. C'est le regard intéressant d'un Européen sur le processus cinématographique en Russie. Dans le documentaire, il y a beaucoup d'extraits de films des années 1920-1940 et des faits intéressants sur les méthodes et les principes de tournage des classiques du cinéma russe.